# Tramwaje w Ballarat

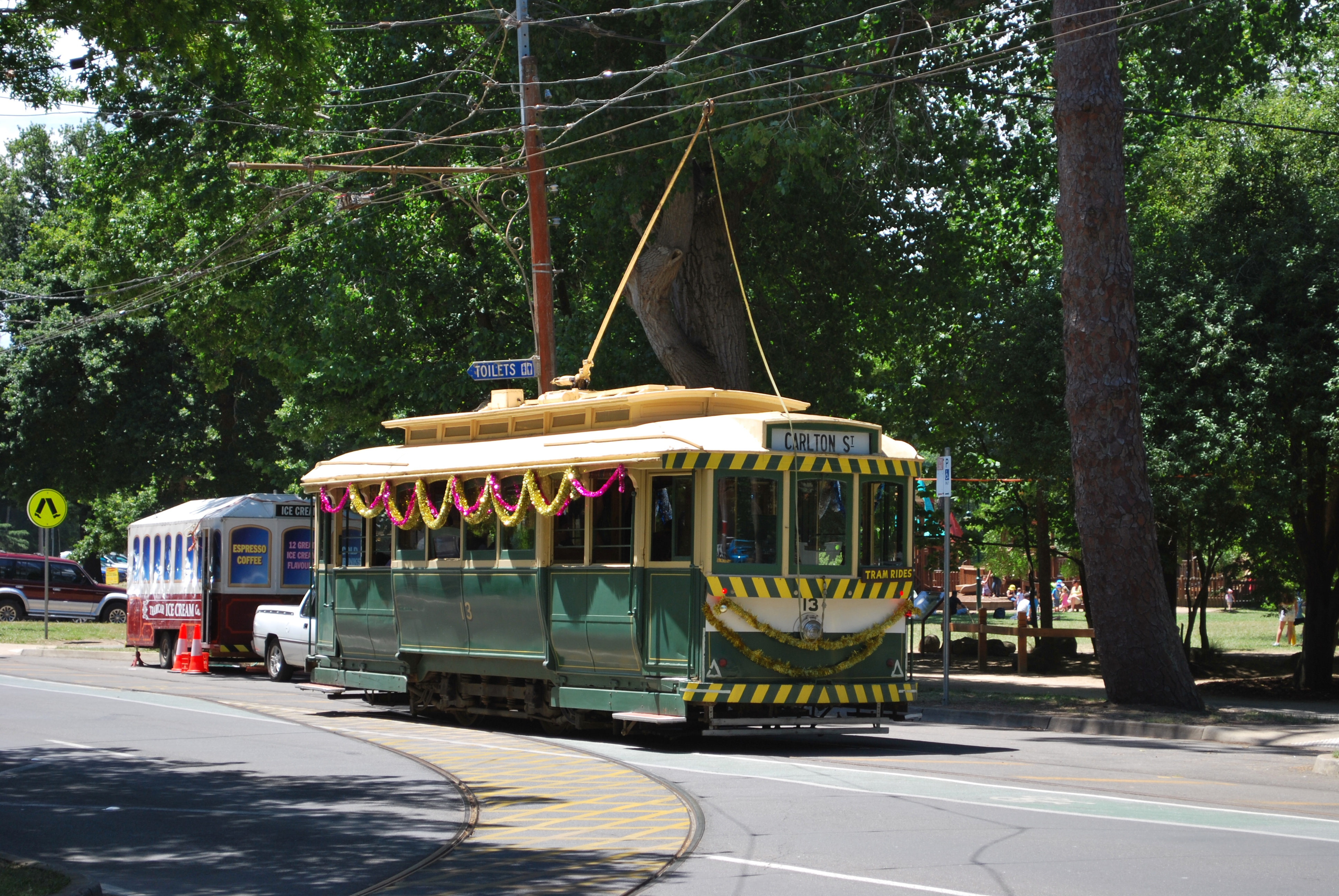
Tramwaj o nr 13 na linii turystycznej

Tramwaje w Ballarat – system komunikacji tramwajowej działający w australijskim mieście Ballarat.

## Historia

### 1877−1971
Pierwsze tramwaje w Ballarat uruchomiono w grudniu 1877, były to tramwaje konne. Do obsługi pierwszej linii tramwajowej o rozstawie szyn wynoszącym 1435 mm posiadano 6 wagonów. Zajezdnię tramwajową wybudowano w Wendoree Parade. W 1902 sieć tramwajowa zmieniła właściciela z Ballarat Tramways Company Ltd. na Electric Supply Company of Victoria Ltd. Po tym wydarzeniu sieć tramwajową rozbudowano i w 1905 zelektryfikowano. W 1934 sieć tramwajowa zaczęła być zarządzana przez State Electricity Commission of Victoria. W połowie lat 30. XX w. stan sieci tramwajowej był zły i z tego powodu State Electricity Commission of Victoria zadecydowała o remoncie całej sieci i zakupie tramwajów z Melbourne i Adelaide. W 1937 wybudowano linię o długości nieco ponad 800 m do końcówki Lydiard Street North. Pierwszą propozycję likwidacji tramwajów w Ballart State Electricity Commission of Victoria zaproponowała w 1962, lecz nie została ona zaakceptowana tak jak kolejna propozycja z 1967. W 1970 złożono trzecią propozycję likwidacji tramwajów, która została zaakceptowana. Sieć zamykano w trzech etapach. 22 sierpnia 1971 zlikwidowano trasę do Victoria Street, wzdłuż Melbourne Road i do Gardens przez Drummond Street North. Dwa tygodnie później zamknięto trasy do Mount Pleasant i do Gardens przez Sturt Street West. Ostatnie dwie trasy: do Lydiard Street North i do Sebastapol zamknięto 19 września 1971.

### Ballarat Tramway Museum

#### Historia
Ballarat Tramway Preservation Society Ltd. powstało na niedługo przed likwidacją sieci tramwajowej w Ballarat. Celem towarzystwa było zachowanie 4,8 km trasy wokół jeziora Wendouree. Do obsługi linii posiadano 5 wagonów. Przed uruchomieniem linii tramwajowej jako atrakcji turystycznej zbudowano nową zajezdnię na terenie ogrodu botanicznego. Pierwsze tramwaje po linii pojechały 12 października 1974. Linię z zajezdnią połączono w listopadzie 1974. Oficjalnie linię otwarto 1 lutego 1975. W połowie lat 70. XX w. nabyto kilka dodatkowych wagonów. W związku ze zwiększającą się liczbą tramwajów rozbudowano zajezdnię. Rozbudowaną zajezdnię otwarto 19 września 1981. W 1995 towarzystwo zmieniło nazwę na Ballarat Tramway Museum Inc. 18 października 2004 w podstację trakcyjną uderzył piorun, który uszkodził podstację co unieruchomiło tramwaje na 3 miesiące. Ruch wznowiono 26 grudnia 2004.
W zajezdni mieści się także muzeum tramwajowe.

#### Tabor
Do obsługi linii towarzystwo posiada 19 tramwajów. Najstarszym tramwajem jest wagon tramwaju konnego o długości 6 m, który został zbudowany w 1887 i do 1920 pozostawał w eksploatacji po czym został przerobiony na cele mieszkalne. W 1985 wagon został nabyty przez towarzystwo i odremontowany. Pozostałe 15 wagonów to tramwaje elektryczne, które eksploatowano w Ballarat. Dodatkowo na stanie towarzystwa znajdują się dwa tramwaje z Melbourne i jeden tramwaj techniczny.